# Demetrius Andrade
Demetrius Cesar Andrade (Providence, Rhode Island, 26 de febrero de 1988) es un boxeador profesional estadounidense. Ha tenido múltiples campeonatos mundiales en dos categorías de peso, incluyendo el título de peso medio de la OMB desde 2018, y anteriormente los títulos de peso superwélter de la AMB (Regular) y la OMB entre 2013 y 2017. Como aficionado, ganó los campeonatos nacionales de EE. UU. y los Guantes de Oro dos veces cada uno, una medalla de oro en el Campeonato Mundial de 2007, y representó a los Estados Unidos en los Juegos Olímpicos de 2008; Todo en la división de peso wélter.

## Carrera amateur
Demetrius Andrade obtuvo la reputación de boxeador amateur más exitoso entre todos los luchadores de Rhode Island en la historia. De ascendencia caboverdiana, el zurdo Andrade comenzó a boxear en 1994 a la edad de 6 años. Su apodo "Boo Boo" se hizo rápidamente conocido entre los locales y más tarde se convirtió en un nombre reconocido en todo Estados Unidos.
Andrade inicialmente luchó a nivel internacional, perdiendo contra oponentes de Europa del Este en la Copa del Mundo en 2005 y 2006. Sin embargo, ganó la medalla de plata en los Juegos Panamericanos de 2007 en Río de Janeiro, perdiendo el combate por la medalla de oro ante el favorito de la ciudad natal de Brasil, Pedro Lima, por un estrecho margen de 7-6.
Ganó el oro en el Campeonato Mundial de Boxeo Amateur de 2007, donde venció a Kakhaber Zhvania, Dmitrijs Sostaks, medallista de plata en 2005 Magomed Nurutdinov, el futuro campeón Jack Culcay-Keth y Adem Kılıççı en la ronda semifinal. Derrotó a Non Boonjumnong de Tailandia en la final, un partido en el que Andrade infligió una cuenta permanente de ocho a Boonjumnong y lideró con una puntuación de 11-3 en la segunda ronda cuando Boonjumnong se retiró con una lesión en el brazo derecho.
Andrade hizo un último esfuerzo amateur antes de decidirse a ser profesional. En las pruebas olímpicas derrotó a Keith Thurman 27:13. En 2008, Demetrius Andrade fue honrado con la satisfacción de representar a los EE. UU. En los Juegos Olímpicos de Beijing 2008 y se le conoció como uno de los favoritos para ganar una medalla de oro . Superó a Kakhaber Zhvania y al muy respetado ruso Andrey Balanov 14: 3 para avanzar a los cuartos de final, pero fue sorprendido por el veterano coreano Kim Jung-Joo 9:11 (resultados olímpicos) en una controversial derrota. Aunque no pudo ganar una medalla de oro olímpica ese año, Andrade decidió terminar su excepcional campaña amateur y convertirse en un profesional.

## Carrera profesional
Demetrius Andrade se convirtió en boxeador profesional y tuvo su primera pelea profesional en octubre de 2008.
Derrotó a Patrick Cape en el Northern Quest Casino, Airway Heights, Washington en un nocaut en el segundo round. Continuó con una victoria por TKO sobre Eric Marriott antes de hacer su debut en Friday Night Fights contra Tom Joseph el 6 de marzo con una victoria por TKO en la primera ronda. Solo 2 semanas después, Demetrius venció a Arnulfo Javier Romero con un KO en la segunda ronda. El 19 de junio de 2009 ganó en una decisión unánime contra Tony Hirsch y siguió con otro KO contra Chad Greenleaf en la segunda ronda.

### Campeón mediano de la OMB
Andrade se convirtió en campeón mundial de dos pesos frente a 6.874 asistentes, capturando el título vacante de la OMB después de derribar a Kautondokwa cuatro veces en la pelea para ganar por decisión unánime. Las tarjetas de puntuación leen 120-104, 120-104 y 119-105 a favor de Andrade.

## Récord profesional
| 31 Ganadas (19 KOs), 1 Derrota David Benavides |        |                       |      |               |            |                                                            |                                                                     |
| Res.                                           | Récord | Oponente              | Tipo | Rd., Tiempo   | Fecha      | Localidad                                                  | Notas                                                               |
| G                                              | 31–0   | Jason Quigley         | TKO  | 2 (12)        | 19-11-2021 | SNHU Arena, Mánchester, Nuevo Hampshire                    | Retiene el título mundial de la OMB del peso mediano                |
| G                                              | 30–0   | Liam Williams         | UD   | 12            | 17-04-2021 | Seminole Hard Rock Hotel & Casino, Hollywood, Florida      | Retiene el título mundial de la OMB del peso mediano                |
| G                                              | 29–0   | Luke Keeler           | TKO  | 9 (12), 2:59  | 30-01-2020 | Meridian at Island Gardens, Miami                          | Retiene el título mundial de la OMB del peso mediano                |
| G                                              | 28–0   | Maciej Sulęcki        | UD   | 12            | 29-06-2019 | Dunkin' Donuts Center, Providence, Rhode Island            | Retiene el título mundial de la OMB del peso mediano                |
| G                                              | 27–0   | Artur Akavov          | TKO  | 12 (12), 2:36 | 18-01-2019 | Hulu Theater, Nueva York, Nueva York                       | Retiene el título mundial de la OMB del peso mediano                |
| G                                              | 26–0   | Walter Kautondokwa    | UD   | 12            | 20-10-2018 | TD Garden, Boston, Massachusetts                           | Gana el título mundial vacante de la OMB del peso mediano           |
| G                                              | 25–0   | Alantez Fox           | UD   | 12            | 21-10-2017 | Turning Stone Resort Casino, Verona, Nueva York            |                                                                     |
| G                                              | 24–0   | Jack Culcay-Keth      | SD   | 12            | 11-03-2017 | Friedrich-Ebert-Halle, Ludwigshafen, Alemania              | Gana el título mundial de la AMB (Regular) del peso superwélter     |
| G                                              | 23–0   | Willie Nelson         | TKO  | 12 (12), 1:38 | 11-06-2016 | Turning Stone Resort Casino, Verona, Nueva York            |                                                                     |
| G                                              | 22–0   | Dario Fabian Pucheta  | TKO  | 2 (10), 0:50  | 17-10-2015 | Mohegan Sun Arena, Montville, Connecticut                  | Gana el título vacante Internacional de la OMB del peso superwélter |
| G                                              | 21–0   | Brian Rose            | TKO  | 7 (12), 1:19  | 14-06-2014 | Barclays Center, Nueva York, Nueva York                    | Retiene el título mundial de la OMB del peso superwélter            |
| G                                              | 20–0   | Vanes Martirosyan     | SD   | 12            | 09-11-2013 | American Bank Center, Corpus Christi, Texas                | Gana el título vacante de la OMB del peso superwélter               |
| G                                              | 19–0   | Freddy Hernández      | UD   | 10            | 21-01-2013 | The Paramount, Huntington, Nueva York                      |                                                                     |
| G                                              | 18–0   | Alexis Hloros         | TKO  | 2 (10)        | 20-09-2012 | Verizon Wireless Arena, Mánchester, Nuevo Hampshire        |                                                                     |
| G                                              | 17–0   | Rudy Cisneros         | KO   | 1 (10), 3:00  | 05-05-2012 | Mohegan Sun Arena, Montville, Connecticut                  |                                                                     |
| G                                              | 16–0   | Ángel Hernández       | TKO  | 2 (10), 1:39  | 10-02-2012 | Mohegan Sun Arena, Montville, Connecticut                  |                                                                     |
| G                                              | 15–0   | Saul Duran            | RTD  | 3 (10), 3:00  | 21-09-2011 | Verizon Wireless Arena, Mánchester, Nuevo Hampshire        |                                                                     |
| G                                              | 14–0   | Grady Brewer          | UD   | 10            | 19-08-2011 | Horseshoe Casino, Hammond, Indiana                         |                                                                     |
| G                                              | 13–0   | Omar Bell             | KO   | 2 (8), 1:31   | 22-04-2011 | Mohegan Sun Arena, Montville, Connecticut                  |                                                                     |
| G                                              | 12–0   | Alberto Herrera       | UD   | 8             | 07-01-2011 | Cox Pavilion, Paradise, Nevada                             |                                                                     |
| G                                              | 11–0   | Dave Saunders         | KO   | 2 (8), 2:55   | 15-09-2010 | Verizon Wireless Arena, Mánchester, Nuevo Hampshire        |                                                                     |
| G                                              | 10–0   | Geoffrey Spruiell     | UD   | 6             | 02-04-2010 | Mohegan Sun Arena, Montville, Connecticut                  |                                                                     |
| G                                              | 9–0    | Bernardo Guereca      | KO   | 1 (6), 1:18   | 15-01-2010 | Civic Center, Laredo, Texas                                |                                                                     |
| G                                              | 8–0    | Chris Chatman         | UD   | 6             | 03-10-2009 | Twin River Event Center, Lincoln, Rhode Island             |                                                                     |
| G                                              | 7–0    | John Williams         | TKO  | 6 (6), 2:33   | 04-09-2009 | Twin River Event Center, Lincoln, Rhode Island             |                                                                     |
| G                                              | 6–0    | Chad Greenleaf        | KO   | 2 (6), 1:38   | 01-08-2009 | Mohegan Sun Arena, Montville, Connecticut                  |                                                                     |
| G                                              | 5–0    | Tony Hirsch           | UD   | 4             | 19-06-2009 | Entertainment Center, Laredo, Texas                        |                                                                     |
| G                                              | 4–0    | Arnulfo Javier Romero | KO   | 2 (4), 2:53   | 20-03-2009 | Entertainment Center, Laredo, Texas                        |                                                                     |
| G                                              | 3–0    | Tom Joseph            | TKO  | 1 (4), 1:53   | 06-03-2009 | Mohegan Sun Arena, Montville, Connecticut                  |                                                                     |
| G                                              | 2–0    | Eric Marriott         | TKO  | 4 (4), 0:50   | 29-11-2008 | Twin River Event Center, Lincoln, Rhode Island             |                                                                     |
| G                                              | 1–0    | Patrick Cape          | TKO  | 2 (4), 0:24   | 23-10-2008 | Northern Quest Resort & Casino, Airway Heights, Washington |                                                                     |